# Jef Diederen

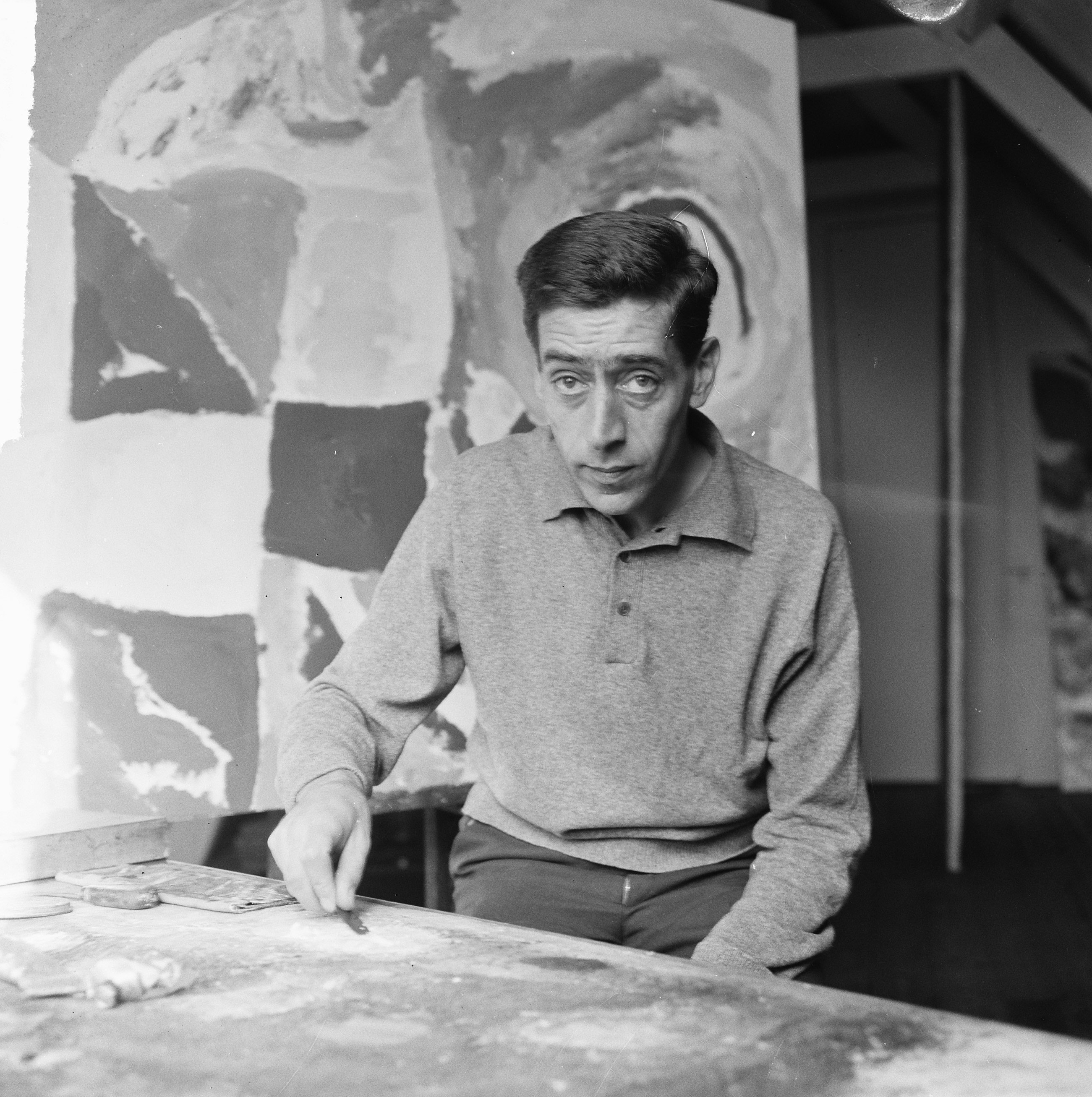
Jef Diederen in 1964

Jef Diederen (Heerlen, 25 augustus 1920 - Amsterdam, 26 maart 2009) was een Nederlandse schilder en graficus. Diederen was een van de zogenoemde Amsterdamse Limburgers. Zijn latere schilderkunst wordt tot de abstracte kunst gerekend. 

## Leven en werk
Hij doorliep van 1939 tot 1943 de Middelbare Kunstnijverheidsschool in Maastricht, waar hij Pieter Defesche,Ger Lataster en Marianne van der Heijden leerde kennen. De kunstnijverheidsschool onderwees de studenten in vrijwel alle kunstdisciplines, van schilderen en grafiek tot glaskunst en theatervormgeving. Jef vervolgde in 1943 zijn opleiding (Studierichting Tekenen) aan de Rijksakademie van Beeldende Kunsten in Amsterdam, maar vertrok een jaar later weer, om de opleiding in 1947 te vervolgen. Hij nam deel aan de groepsexpositie Amsterdamse schilders van Nu in 1948 en de tentoonstelling Jonge Schilders in Heerlen, waaraan de groep exposerende kunstenaars de naam 'Amsterdamse Limburgers' te danken heeft. Hij sloot zijn studie Monumentale en Versierende Schilderkunst in 1951 af. In 1948, 1949 en 1950 kreeg hij de Koninklijke Subsidie voor de Schilderkunst. Aan de Rijksacademie ontmoette Diederen naast Lataster ook Karel Appel en Corneille als zijn studiegenoten.
Tot 1955 schilderde hij veelal landschappelijke gouaches of tekeningen. Het zijn veelal realistische landschappen uit zijn geboortestreek Zuid-Limburg. De ´Amsterdamse Limburgers´ werden uiteindelijk bekend met  zeer uiteenlopend werk, maar ze zijn allen diepgaand beïnvloed door de Franse post/impressionistische kunst.           
Daarna ontwikkelde hij zich - evenals Ger Lataster - in een  abstracte richting, hoewel bij hem het landschap een grote inspiratie bleef. De afmetingen van zijn olieverfschilderijen waren vaak eigenzinnig en vielen daardoor op. Ook combineerde hij doeken in diverse maten met elkaar.   
De kunst van Jef Diederen is lyrisch-abstract met een vriendelijke en zachte uitstraling, ondanks de sterke kleuren. Frankrijk is daarbij een belangrijke bron van inspiratie geweest.  Zijn werk wordt verder gekenmerkt door sterk maatschappelijk engagement. Hij maakt werken in reactie op onder meer de Apartheid in Zuid-Afrika, het lot van de joden in de Tweede Wereldoorlog, nazi-executies in Oekraïne, de onderdrukking van de Indianen in de VS, de Palestijnse intifada, de politieke gevangenen in Spanje onder het Franco regime en de Vietnamoorlog, maar hij heeft met zijn landschappen ook oog voor de ontvolking van het platteland in Frankrijk. Hij maakt uitgebreide hommages aan zijn jazzhelden als Albert Ayler of favoriete kunstenaars als Cézanne, en zijn kunstenaarsvrienden Lei Molin en Pieter Defesche.  Hij laat zich inspireren door onder meer de teksten van zijn vrienden de dichters Lucebert en Bert Schierbeek en door middeleeuwse Spaanse verhalen (zoals 'Romance del Prisonero').       
Als eigenzinnig kunstenaar heeft hij nooit vaste aansluiting gezocht bij groeperingen of stromingen. Naast zijn vele schilderijen en werken op papier voerde hij ook diverse opdrachten uit voor wandschilderingen en glasramen. Hij is een van de meest vooraanstaande grafische kunstenaars van Nederland van na de Tweede Wereldoorlog.   
Hij gaf daarnaast les aan de Kunstacademie van Den Bosch.
In 1987 werd aan hem de Jeanne Oosting Prijs toegekend, een prijs uit waardering voor individuele artistieke kwaliteit van een oeuvre binnen de figuratieve kunst.